# Lenny Martinez
Lenny Martinez (Cannes, 11 de julio de 2003) es un ciclista profesional francés que compite con el equipo Team Bahrain Victorious.

## Trayectoria
Proveniente de una familia con tradición ciclista, su padre, su tío y su abuelo fueron profesionales, se unió en 2022 al equipo Continental del Groupama-FDJ. Ese mismo año participó en varias carreras con el equipo principal y llamaron la atención sus actuaciones en pruebas montañosas como el Tour de los Alpes o el Mercan'Tour Classic Alpes-Maritimes. Posteriormente fue tercero en el Giro de Italia Joven sub-23 y ganó el Giro del Valle de Aosta, por lo que en agosto se confirmó su ascensión definitiva a la formación del UCI WorldTour en 2023.
En su primera campaña en la máxima categoría consiguió imponerse, con 19 años, en el CIC Mont Ventoux, prueba de un día con final en dicha montaña, por delante de Michael Woods. Ese año participó en la Vuelta a España y en la 6.ª etapa se colocó como líder de la clasificación general, convirtiéndose de este modo el ciclista más joven en toda la historia de la prueba en lograrlo. La siguiente temporada la empezó ganando más carreras de un día como la Clásica Var o el Trofeo Laigueglia y finalizó segundo en el O Gran Camiño. Consiguió otros tres triunfos antes de acudir a la Vuelta Suiza, prueba en la que rindió por debajo de lo esperado debido a una intoxicación alimentaria. Unas semanas después acudió al Tour de Francia, donde reconoció no haber estado a un buen nivel tras concluir undécimo en la última etapa. Esa fue una de sus últimas carreras con el equipo antes de unirse al Team Bahrain Victorious en 2025. Con ellos consiguió sus primeras victorias en el UCI WorldTour, imponiéndose en etapas de la París-Niza, el Tour de Romandía y el Critérium del Dauphiné.

## Palmarés
2022
- Giro del Valle de Aosta
- 2 etapas de la Ronde d'Isard

2023
- CIC Mont Ventoux

2024
- Clásica Var
- Trofeo Laigueglia
- Clásica Grand Besançon Doubs
- Tour de Doubs
- Mercan'Tour Classic Alpes-Maritimes

2025
- 1 etapa de la París-Niza
- 1 etapa del Tour de Romandía
- 1 etapa del Critérium del Dauphiné

## Resultados

### Grandes Vueltas
| Carrera | Carrera         | 2022 | 2023 | 2024  | 2025 |
| ------- | --------------- | ---- | ---- | ----- | ---- |
|         | Giro de Italia  | —    | —    | —     | —    |
|         | Tour de Francia | —    | —    | 124.º | 79.º |
|         | Vuelta a España | —    | 24.º | —     | —    |

### Vueltas menores
| Carrera | Carrera                | 2022 | 2023 | 2024 | 2025 |
| ------- | ---------------------- | ---- | ---- | ---- | ---- |
|         | París-Niza             | —    | —    | —    | 24.º |
|         | Volta a Cataluña       | —    | 12.º | 7.º  | 5.º  |
|         | Tour de Romandía       | —    | 28.º | 8.º  | 2.º  |
|         | Critérium del Dauphiné | —    | 18.º | —    | 28.º |
|         | Vuelta a Suiza         | —    | —    | 32.º | —    |
|         | Tour de Polonia        | —    | 12.º | —    |      |

―: no participa
Ab.: abandono

## Equipos
- Groupama-FDJ Continental (2022)
- Groupama-FDJ (2023-2024)
- Team Bahrain Victorious (2025-)